# Jornal do Senado
Jornal do Senado é o meio de comunicação impressa do Senado Federal do Brasil.

## História
Foi criado em 1995, tendo sido o segundo veículo a ser criado na reformulação da Comunicação Social do Senado Brasileiro, já como fruto dos primeiros trabalhos da Agência Senado.
Inicialmente impresso em tamanho A4, tinha uma tiragem de 1.500 exemplares. Após uma fase experimental, a tiragem foi elevada para três, cinco e, depois, dez mil exemplares. Em dois anos, a tiragem chegou a 45 mil exemplares, sendo um dos jornais distribuídos para um público altamente diversificado.
Posteriormente, evoluiu para o tamanho tablóide, tendo ganho impressão em cores e, em 2004, uma edição semanal às segundas-feiras que traz, além de um resumo dos fatos da semana, uma seção com dicas de como o cidadão pode exercer os seus direitos.

## Distribuição
Atualmente, 55 mil exemplares chegam a todas as partes do Brasil. Qualquer cidadão ou entidade pública ou privada pode receber o Jornal do Senado no endereço indicado, bastando fazer um pedido de assinatura gratuita na página oficial do jornal.

## Edição eletrônica
Existe também a possibilidade de assinar a edição eletrônica do Jornal do Senado - newsletter - recebendo-a através do seu correio eletrônico.